# Cremastus flavopictus
Cremastus flavopictus là một loài tò vò trong họ Ichneumonidae.